# Ewa Bobrowska
Ewa Bobrowska (zm. 9 sierpnia 2021) – polska socjolog, dr hab.

## Życiorys
20 grudnia 1996 obroniła pracę doktorską Przemiany modelowe instytucji domu kultury, 14 stycznia 2010 uzyskała stopień doktora habilitowanego. Została zatrudniona na stanowisku adiunkta w Instytucie Pedagogiki na Wydziale Filozoficznym Uniwersytetu Jagiellońskiego.
Zmarła 9 sierpnia 2021, pochowana na cmentarzu Rakowickim.